# Comișani

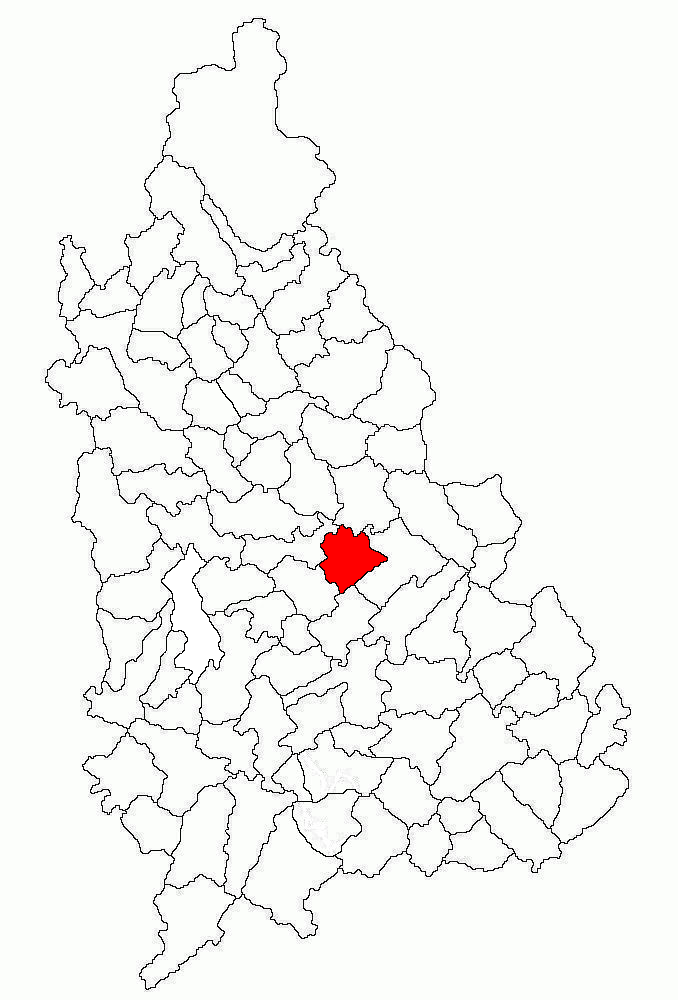
Localização no Condado de Dâmbovița

Comişani é uma comuna romena localizada no distrito de Dâmboviţa, na região de Muntênia. A comuna possui uma área de 34.64 km² e sua população era de 5306 habitantes segundo o censo de 2007.